# 8047 Акікіносіта
8047 Акікіносіта (1995 BT3, 1979 XE1, 1986 RU16, 1993 ON1, 8047 Akikinoshita) — астероїд головного поясу, відкритий 31 січня 1995 року.
Тіссеранів параметр щодо Юпітера — 3,526.